# FLY!/フライ!
『FLY!/フライ!』（原題: Migration）は、2023年にで公開されたコンピュータアニメーション・アドベンチャー・コメディ映画である。イルミネーション製作。
渡り鳥なのにも関わらず、一度も移動したことがないカモの家族が、ニューイングランドからニューヨークを経てジャマイカへ移住しようとするストーリー。同時上映は『ミニオンの月世界』。
日本版のキャッチコピーは「じっとしていたら"はじめて"と出会えない。」

## ストーリー
ニューイングランドの森深くにあるムースヘッド池で一年を通して暮らしているマガモ一家の父親マックは、子供のダックスとグウェンが危険だらけの外の世界へ出る事を頑なに禁じ、妻のパムを困惑させていた。ある日、池に南のジャマイカに向かい渡りをするカモの群れが立ち寄った。ダックスとグウェンは興味を抱くが、マックは一緒に行こうという群れの誘いを断ってしまう。
子供たちは外の世界に目を向けるべきだと主張する、しっかり者の妻パム。その夜、池で怠惰に生きる叔父ダンの肥満した姿に自分の将来を重ね合わせたマックは、ジャマイカでの越冬を決心する。姪のグウェンに懇願され、ダンまでが一家と共に出発することになった。
嵐の中で猛禽類のサギの家に紛れ込んだり、大都会のビルの谷間で迷子になったり、冒険の旅を続けるマック一家。都会の公園で知り合ったハトのボスのチャンプにジャマイカへのルートを尋ねると、チャンプは一家を高級料理店に案内した。その一室で鳥カゴに押し込められているジャマイカの鮮やかな鳥デルロイ。故郷に帰りたいと泣くデルロイを助けてやろうと提案する息子のダックス。ダックスは活躍する気満々だったが、父のマックは我が子が危険を冒すことを許さず、自ら鳥カゴの鍵を探しに行った。
料理店のオーナーは凶暴で冷酷なシェフだった。何とかシェフの追跡をかわしてデルロイを助け出すマックとパム。お礼にジャマイカまで案内するというデルロイの先導で先を急いだマック一家は、「水鳥の楽園」に迷い込んだ。エサは食べ放題で遊び暮らすガチョウたち。だがそこは飼育場だった。太ったガチョウを買い付けに現れた凶暴なシェフに気づくダックス。
食べられる自覚のないガチョウたちを逃がそうとするマック。息子のダックスも父に手を貸そうとしたが、シェフに翼の羽根をむしられてしまった。襲われるマックとダックスを見て、飛んで空へと逃げ出すガチョウたち。羽根が足りないダックスを背負って飛び、逃げるマック。
父の力になろうとしたのに叱られて、落ち込むダックス。だが、その夜、自家用のタンデムローターで追って来たシェフに寝場所を発見され、マックやガチョウたちは捕えられてしまった。たまたま離れていて妹と共に助かったが、飛べずに後を追えないダックス。
タンデムローターの中で、ガチョウたちとは別の小さなカゴに押し込められるマックとパム。逃げ出そうと暴れた結果、マックとパムはカゴごと機外に放り出され、シェフも宙吊りになってしまった。そこへ、翼を補強して妹と共に飛来し、両親をカゴから救い出すダックス。叔父のダンやガチョウたちもタンデムローターから脱出した。
息子のダックスを子供扱いして来たことを反省し、先導を任せるマック。一同は遂にジャマイカに到着した。温かいジャマイカで越冬した一家は翌年の春、ニューイングランドへの帰路の渡りを開始しようとしたが、マックが迷子のペンギンの一団を保護し、渡りは急遽、南米大陸を縦断して南極まで送る大冒険に切り替わった。

## キャスト
※括弧内は日本語吹替。
- マック: クメイル・ナンジアニ（堺雅人） - 主人公。マガモ一家の心配性の父親。当初は永住しようとしたが叔父のダンの怠惰な姿を見て移住を決意し、旅を通して精神的に成長する。
- パム: エリザベス・バンクス（麻生久美子） - 大胆で機転の利くマガモ一家の母親。持ち前のコミュ力でピンチを切り抜けるも途中で捕まってしまい、責任を感じるもマックに励まされ、夫婦の絆を深めた。
- チャンプ: オークワフィナ（ヒコロヒー） - ニューヨークで出会うハト集団のリーダー。マック達に情報提供し、デルロイのことを教えた。
- デルロイ: キーガン＝マイケル・キー（関智一） - マンハッタンのレストランに閉じこもるホームシックなジャマイカ訛りのオウム。何年も籠に閉じ込められた為、当初は暗い性格だったが自由になったことで本来の陽気な性格に戻り、チームのムードメーカーになった。終盤ではダンおじさんと共にシェフに復讐も兼ねて反撃をする。
- グーグー: デヴィッド・ミッチェル（英語版）（鈴村健一） - 仲間たちのメンタルを整えるヨガトレーナーのアヒル。
- エリン: キャロル・ケイン（野沢雅子） - マガモ一家が旅の途中で出会ったサギ。怖そうに見えるが実は優しい性格。道に迷ったマック達を泊めてあげた。
- ダックス: キャスパー・ジェニングス（黒川想矢） - マガモ一家の自信家で落ち着きのない息子。キムとの出会いで移住に興味を持つようになる。終盤、翼を怪我するも母親譲りの機転で羽を補強し、両親を救出した。
- グウェン: トレシ・ガザル（池村碧彩） - マガモ一家の無邪気で愛らしい娘。おねだりが上手でダンおじさんを説得した。
- ダン: ダニー・デヴィート（羽佐間道夫） - マガモ一家の叔父[12]。当初はマックすら焦りをみせるほどの怠惰ぶりを見せたがグウェンには弱く彼女におねだりで同行し、終盤ではデルロイとコンビネーションを見せ、マック達を助ける活躍を見せた。
- キム: イザベラ・メルセード（芹澤優） - 渡り鳥一家の娘。
- ジョー: 不明（谷山紀章） - キムの父。
- エリー: 不明（喜多村英梨） - キムの母。
- グーグーの仲間: 不明（愛河里花子）

## 製作
2022年2月18日、イルミネーションは『Migration（原題）』というタイトルの新作を発表し、フランスのアニメーター兼コミッククリエイターのバンジャマン・レネールが監督、ギロ・ホムシーが共同監督、マイク・ホワイトが脚本を担当することが決定した。レネールは以前、セルアニメ映画『くまのアーネストおじさんとセレスティーヌ』（2012年）と『大きな悪い狐とその外の物語』（2017年）を監督しており、イルミネーション・スタジオ・パリのスタッフの間では、彼が同社に関わる前からすでに有名だったという。イルミネーションの代表であり映画プロデューサーのクリス・メレダンドリは、2016年以来となる同スタジオのオリジナルプロジェクトの監督にレネールを起用したのは、彼の映画製作のセンスが評価されたためであり、アヌシー国際アニメーション映画祭を訪れた際に、『ザ・スーパーマリオブラザーズ・ムービー』までのイルミネーションの最近の作品と比較して、本作には「映画製作者の注目」が集まっていると述べた。
レネールは、彼が以前にフォトリアリズムに厳密に準拠していないことで注目された『リトル・バード ボクたちの世界大冒険!』という、渡り鳥を題材にした2014年のベルギーのコンピュータアニメーション映画のためにビジュアルをデザインしたことを示唆する代わりに、背景を完全に視覚化し、レンダリングする必要があるコンピュータアニメーション映画のために、以前の映画から彼のミニマリストの描画スタイルを適応させることを課された。本作についてレナーは、野生の自然で表情豊かな動物たちからインスピレーションを得て、表情豊かなキャラクターをデザインしたと説明した。また、ストーリーが進むにつれて、映画のトーンは次第に緊張感を帯びてくると述べた。
2023年4月26日、クメイル・ナンジアニ、エリザベス・バンクス、キーガン＝マイケル・キー、オークワフィナ、ダニー・デヴィート、キャスパー・ジェニングス、トレシ・ガザル、デヴィッド・ミッチェル、キャロル・ケインが本作のキャストとして起用されたことが発表され、共同監督のガイロ・ホムシー、編集のクリスチャン・ガザル、プロダクション・デザイナーのコリン・スティンプソンといったスタッフの一部も明らかになった。
2023年12月19日、日本語吹替版の予告編とキャストが公開された。

### 音楽
2023年6月18日、ジョン・パウエルが本作のスコアを作曲することが発表され、『ロラックスおじさんの秘密の種』（2012年）以来のイルミネーションへの復帰作であると同時に、ドリームワークス・アニメーションの『ヒックとドラゴン 聖地への冒険』（2019年）に続く24作目のアニメーション映画スコアとなった。

## 封切り

### 劇場公開
本作はアメリカで2023年12月22日公開された。以前は2023年6月30日に公開される予定だったが、ドリームワークス・アニメーションの『ルビー・ギルマン、ティーンエイジ・クラーケン』が以前の公開日になったため、現在の公開日に延期された。
2023年6月14日、イルミネーションはアヌシー国際アニメーション映画祭で本作の25分間の特別試写を行い、レネールとプロデューサーのクリス・メレダンドリが出席した。

### マーケティング
2023年4月5日、イルミネーションの前作『ザ・スーパーマリオブラザーズ・ムービー』とともに、本作のティーザー予告が公開され、アメリカでは前述の作品の上映に併設された。

### ホームメディア
Netflixとの18か月契約の一環として、本作は有料放送の最初の4か月間はPeacockで配信され、次の10か月間はNetflixに移り、残りの4か月間はPeacockに戻る。

### 評価
2024年3月18日に発表された週末興行成績ランキングでは初登場第7位にランクインし、3週連続TOP10入りを果たした。